# Commandantsbrug
Commandantsbrug is de officieuze benaming van bouwkundig kunstwerk brug 2361 in Amsterdam-Centrum.

## Brug
Voor een kortere verbinding voor voetgangers en fietsers tussen het Marineterrein, dat in die jaren stukje bij beetje herontwikkeld werd, richting Station Amsterdam Centraal en Piet Heinkade schreef de gemeente Amsterdam in samenwerking met het Marineterrein een tender uit voor een brug. Voor het uiterlijk waren er weinig richtlijnen, maar de brug moest eenvoudig te maken en duurzaam zijn, bovendien moesten de onderhoudskosten laag zijn. Bepalend was ook dat de omwonenden zouden instemmen met het ontwerp. De brug zou er slechts tijdelijk liggen.   
In samenspraak met architect Jeroen van Mechelen en ingenieursbureau Arup.kwam het tot het volgende:
- open balustrades en slank ontwerp, zodat uitzicht weinig belemmerd werd
- ook voor het uitzicht van omwonenden werd gekozen voor een draaibrug, een hefbrug of basculebrug zou in het opende stand gezichtsbeperking opleveren
- leuning en balustrade zijn één, opengewerkt vakwerk
- klassieke kleur, die opgaat in de omgeving.

De brug is gebouwd met voornamelijk stalen prefab-onderdelen, zodat de brug snel gerealiseerd kon worden en ook relatief eenvoudig weer kan worden afgebroken. De paalfundering bestaat uit metalen buispalen met daarop de stalen oplegbladen. De dekdelen zijn eveneens prefab, waarbij die van het beweegbaar deel van kunststof zijn op het gewicht te beperken. Alles is opgehangen aan een draaibrug met een niet centraal geplaatst scharnierpunt (bredere doorvaart). Ook het remmingswerk is slank uitgevoerd. 
Snelle bouw was noodzakelijk. Het Nederlands voorzitterschap van de Europese Unie in 2016 was een extra stimulans om snel een extra brug te realiseren. EU-vergaderingen vonden plaats in het op het marineterrein gebouwde Europagebouw en het Scheepvaartmuseum. Het project had een beperkt budget van 1 miljoen euro. 
De brug heeft een lengte van 83 meter, een beweegbaar deel van 21 meter en een doorvaarthoogte van 2,7 meter in gesloten stand.. 
De brug, gebouwd door medeontwerper Van Hattum en Blankevoort met staalwerk van Stangen Staal uit Gouda, werd gebouwd tussen september 2015 en januari 2016. Ze kon op 11 januari 2016 geopend door minister van Defensie Stef Blok en burgemeester Eberhard van der Laan.  Toen werd (nog) aangenomen dat de Marine het terrein rond 2018 (deels) in gebruik zou houden. Dat pakte anders uit, ook in 2023 zijn er nog delen van het terrein bij de Marine in gebruik. De brug ligt er dus ook in 2023 nog. De brug werd genomineerd voor de Nationale Staalprijs; de Paleisbrug in Den Bosch won. 
Tot plaatsing van de Commandantsbrug moest al het verkeer omrijden via de Mariniersbrug, 500 meter verderop.

## Tenaamstelling
De naam verwijst naar het marineterrein: commandant. Die naam is gegeven door de beheerder van het Marineterrein. Vanwege het tijdelijke karakter van de brug wilde de gemeente Amsterdam die naam niet vastleggen in de Basisregistratie Adressen en Gebouwen. De herinrichting en –ontwikkeling van het terrein en het lot van de brug zijn in 2023 nog niet definitief bepaald en daarmee blijft ook de tenaamstelling officieus, alhoewel er een naamplaat is gemonteerd.

## Afbeeldingen

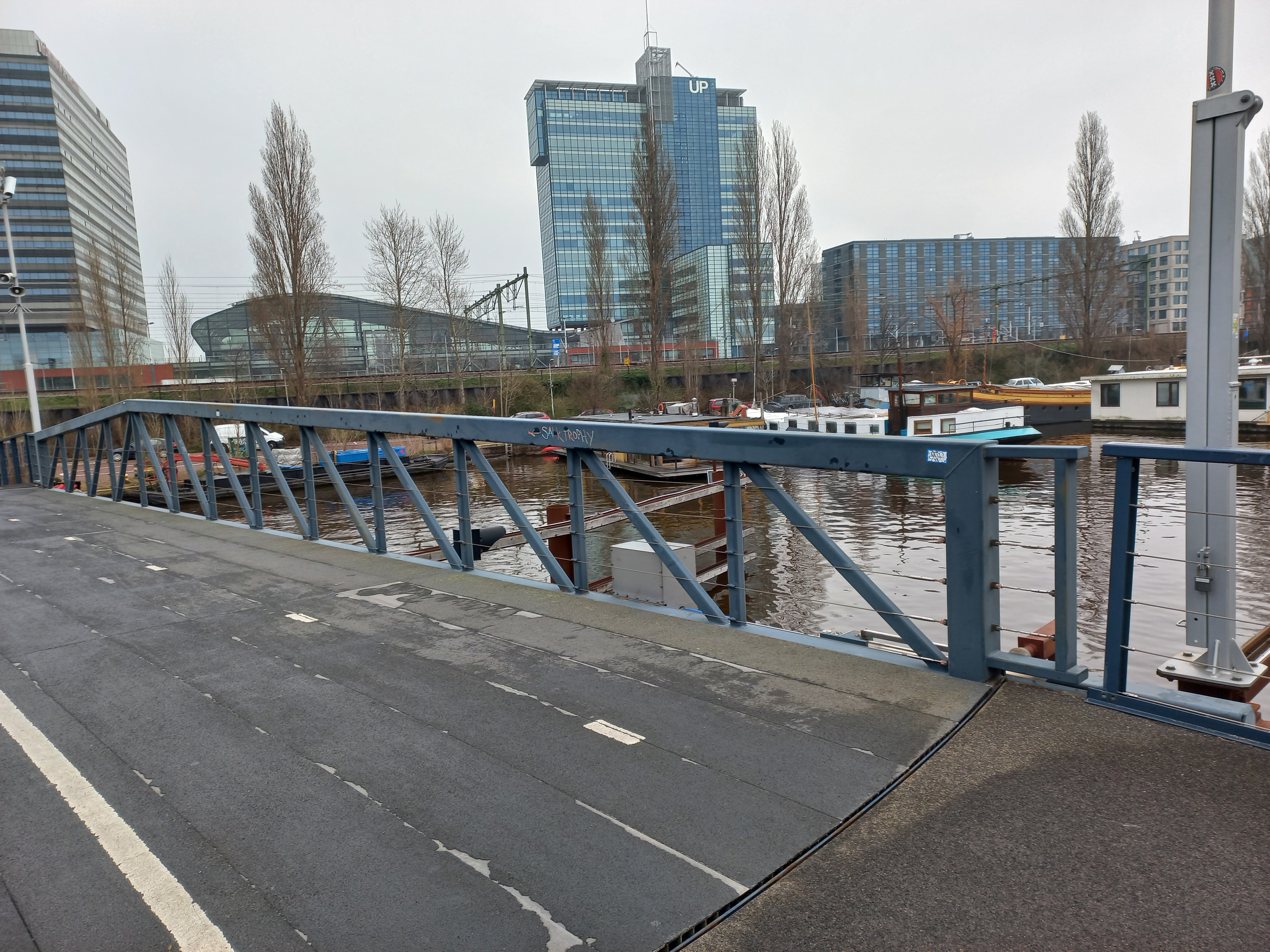
Vakwerk (januari 2023)
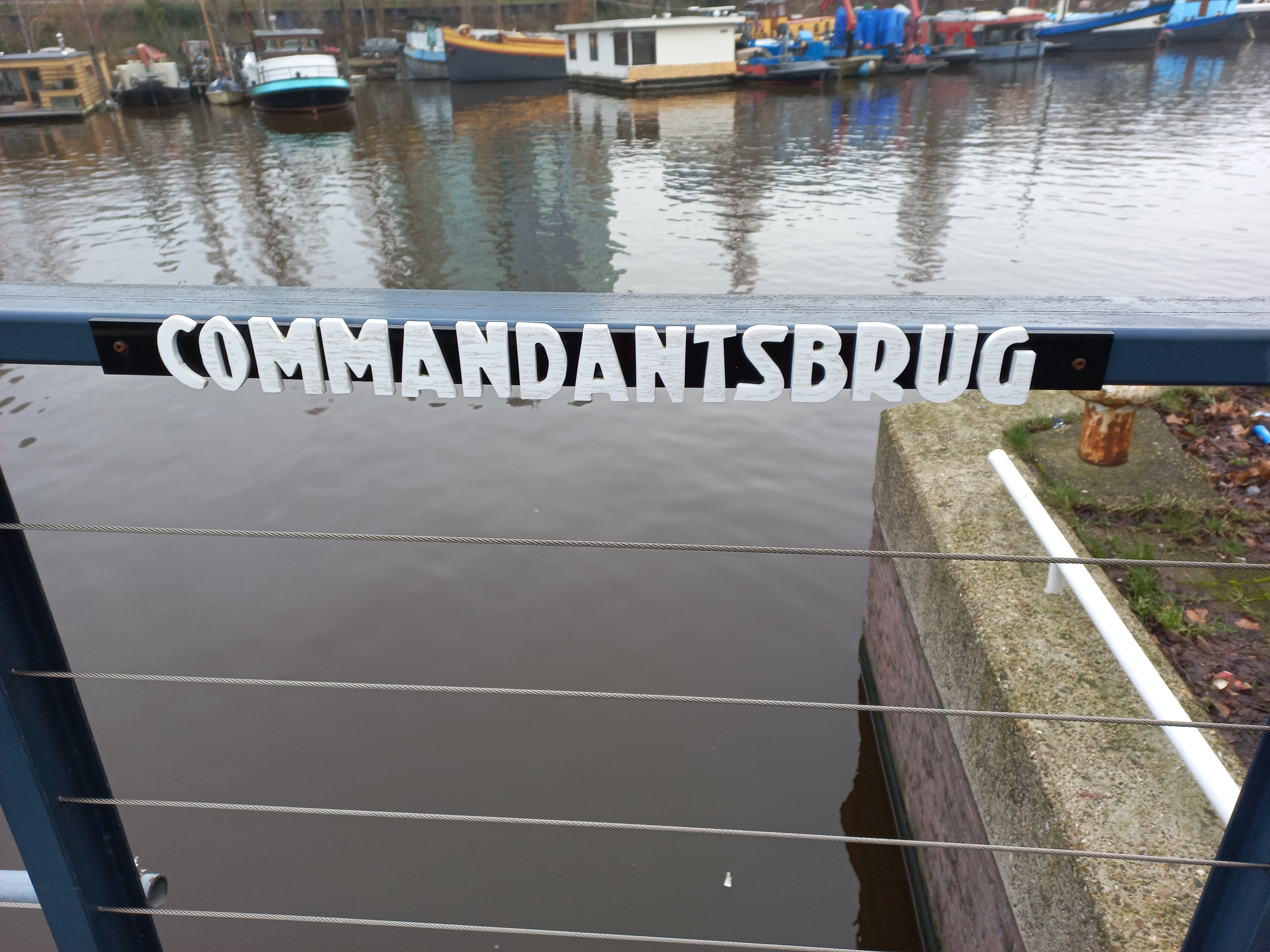
Naamplaat (januari 2023)
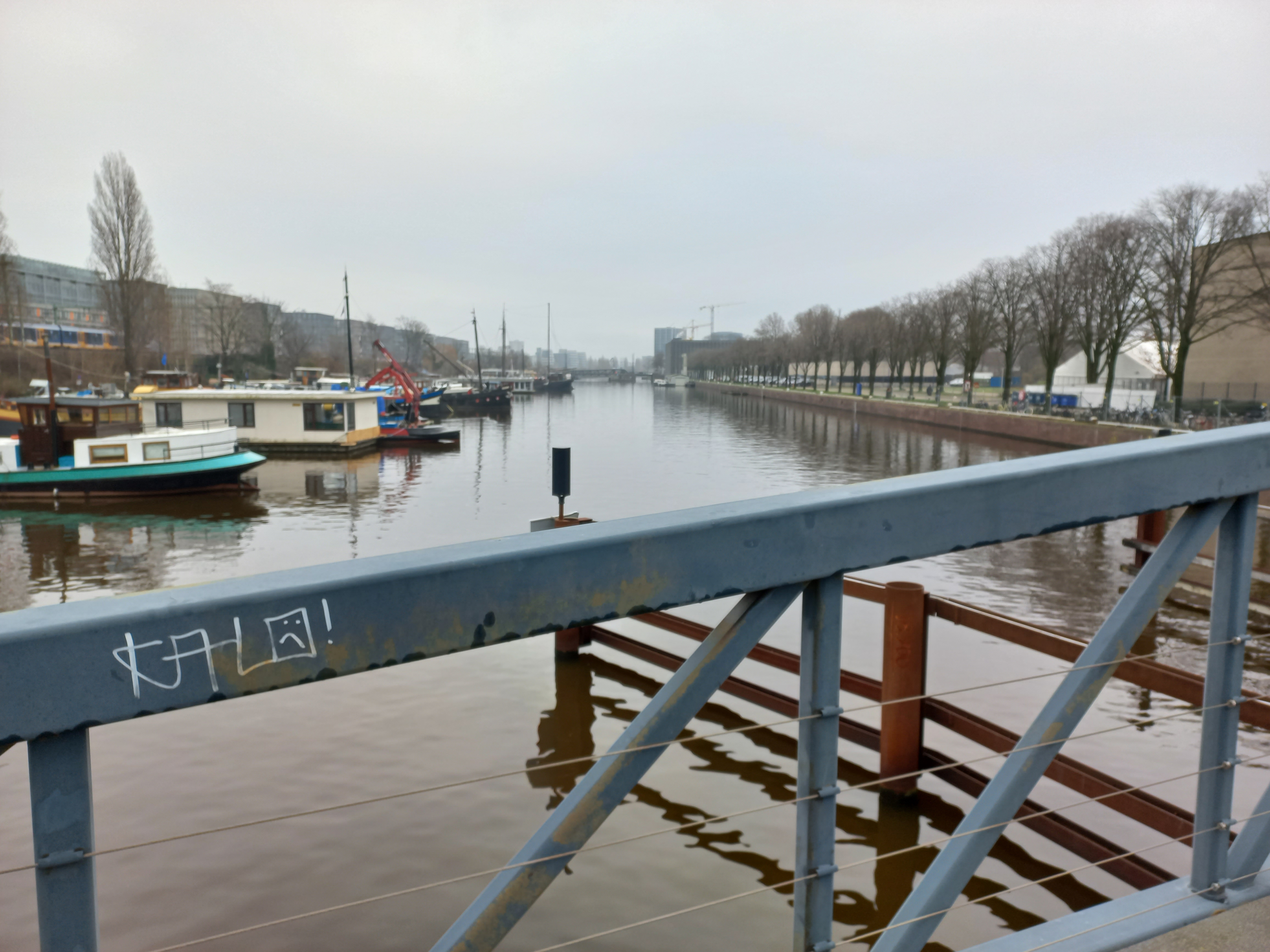
leuning en remmingswerk (januari 2023)